# Sturgeon Bay (thị trấn), Wisconsin
Sturgeon Bay là một thị trấn thuộc quận Door, tiểu bang Wisconsin, Hoa Kỳ. Năm 2010, dân số của thị trấn này là 779 người.